# ثابت تفکیک اسیدی

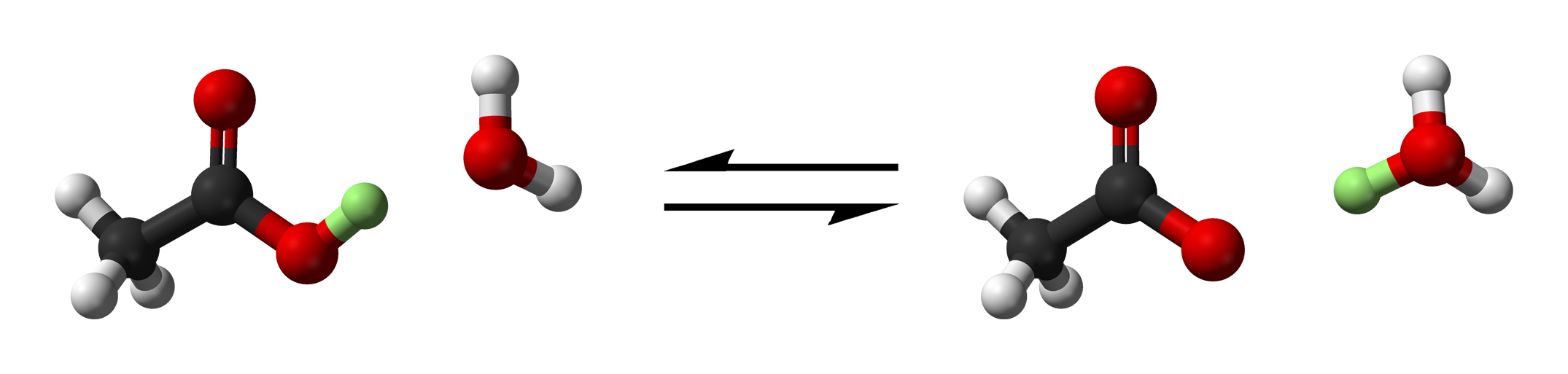
استیک اسید، اسید ضعیف در جریان یک واکنش تعادلی یک پروتون یا یون هیدروژن (رنگ سبز) به آب می‌دهد تا یون هیدرونیوم و استات نتیجه شود. در این نگاره، اکسیژن با رنگ قرمز، کربن با رنگ سیاه و هیدروژن با رنگ سفید نمایش داده شده‌است.

ثابت تفکیک اسیدی یا ثابت اسیدی یا ثابت یونی شدن اسید (به انگلیسی: acid dissociation constant یاacidity constant یا acid-ionization constant) با نماد Ka معیاری است کمی از میزان قدرت یک اسید در محلول. ثابت تفکیک اسیدی، همان ثابت تعادل برای یک واکنش شیمیایی جداسازی در واکنش‌های اسیدی-بازی است. تعادل را می‌توان به صورت نمادین به شکل زیر نمایش داد:
HA  A− + H+
که HA نماد عمومی اسید است و می‌تواند به صورت A− یا conjugate base و H+ یا یون هیدروژن یا پروتون از هم جدا شود. هنگامی می‌گوییم A− و H+ در HA در تعادل است که با گذر زمان غلظت آن‌ها تغییر نکند. رابطهٔ ثابت تفکیک اسیدی عبارت است از:
{\displaystyle K_{\mathrm {a} }=\mathrm {\frac {[A^{-}][H^{+}]}{[HA]}} }
یکای [HA] و [A−] و [H+] همگی مول بر لیتر است. (mol/L)

## تعریف
مطابق تعریف سوانت آرنیوس اسید ماده‌ای است که در محلول آبی از هم جدا می‌شود و یون هیدروژن H+ (یک پروتون) آزاد می‌کند.
HA  A− + H+
ثابت تعادل در این گونه واکنش‌های جداسازی، ثابت تفکیک نام دارد. پروتون آزاد شده با یک مولکول آب وارد واکنش می‌شود تا یک هیدرونیوم (یا اکسینیوم) یون H۳O+ بدهد. بعدها آرنیوس پیشنهاد کرد که این جداسازی را با نام واکنش اسید-باز شناخته شود.
HA + H۲O  A− + H۳O+.
پس از آن برونستد و لری این نظریه را عمومی تر بیان کردند و آن را نوعی «واکنش داد و ستد پروتون» دانستند.برطبق مدل آنها اسید ماده ای (آنیون،کاتیون یا مولکول) است که بتواند صرف نظر از ماهیت حلال یک یون هیدروژن یا پروتون را به ماده ای دیگر بدهد.
به عبارت دیگر اسید برونستد،دهنده ی پروتون است.
اسید مزدوج + باز مزدوج  باز + اسید
اسید پروتون خود را از دست می‌دهد و باز مزدوج تولید می‌شود، پروتون به باز منتقل می‌شود و اسید مزدوج تولید می‌شود. در محلول آبی اسید HA، آب نقش یک باز را بازی می‌کند. باز مزدوج A− و اسید مزدوج یون هیدرونیوم است. تعریف برونستد و لری در دیگر محلول‌ها مانند دی‌متیل سولفکسید کاربردی است. حلال S به عنوان مادهٔ بازی عمل می‌کند، پروتون می‌پذیرد و اسید مزدوج SH+ را تشکیل می‌دهد.
در شیمی محلول‌ها، بسیار پرکاربرد است که از H+ به عنوان کوتاه شدهٔ یون هیدروژن محلول استفاده کنیم. در محلول‌های آبی H+ نشان دهندهٔ یک یون هیدرونیوم حل شده‌است تا یک پروتون.

## مطالعهٔ بیشتر
- Albert, A. (1971). The Determination of Ionization Constants: A Laboratory Manual. Chapman & Hall. ISBN 0412103001. {{cite book}}: Unknown parameter |coauthors= ignored (|author= suggested) (help) (Previous edition published as Ionization constants of acids and bases. London (UK): Methuen. 1962.)
- Atkins, P.W. (2008). Chemical Principles: The Quest for Insight (4th ed.). W.H. Freeman. ISBN 1-4292-0965-8. {{cite book}}: Unknown parameter |coauthors= ignored (|author= suggested) (help)
- Housecroft, C. E.; Sharpe, A. G. (2008). Inorganic Chemistry (3rd ed.). Prentice Hall. ISBN 978-0131755536. (Non-aqueous solvents)
- Hulanicki, A. (1987). Reactions of Acids and Bases in Analytical Chemistry. Horwood. ISBN 0853123306. (translation editor: Mary R. Masson)
- Perrin, D.D. (1981). pKa Prediction for Organic Acids and Bases. Chapman & Hall. ISBN 041222190X. {{cite book}}: Unknown parameter |coauthors= ignored (|author= suggested) (help)
- Reichardt, C. (2003). Solvents and Solvent Effects in Organic Chemistry (3rd ed.). Wiley-VCH. ISBN 3-527-30618-8. Chapter 4: Solvent Effects on the Position of Homogeneous Chemical Equilibria.
- Skoog, D.A. (2004). Fundamentals of Analytical Chemistry (8th ed.). Thomson Brooks/Cole. ISBN 0-03-035523-0. {{cite book}}: Unknown parameter |coauthors= ignored (|author= suggested) (help)